# Јурумлери
Јурумлери (мкд. Јурумлери) су насеље у Северној Македонији, у северном делу државе. Јурумлери припадају градској општини Гази Баба града Скопља. Насеље је северно предграђе главног града.

## Географија
Јурумлери су смештени у северном делу Северне Македоније. Од најближег већег града, Скопља, насеље је удаљено 12 km источно.
Насеље Јурумлери је у средишњем делу историјске области Скопско поље. Подручје око насеља је равничарско и под пољопривредом. Јужно од насеља протиче Вардар. Надморска висина насеља је приближно 230 метара.
Месна клима је блажи облик континенталне климе услед слабог утицаја Егејског мора (жарка лета).

## Становништво
Јурумлери ду према последњем попису из 2002. године имали 2.983 становника.
Састав становништва у насељу према народности:
| Националност | Укупно | Удео  |
| Македонци    | 2.523  | 84,6% |
| Цигани       | 331    | 11,1% |
| Срби         | 58     | 1,9%  |
| Албанци      | 25     | 0,8%  |
| остали       | 46     | 1,5%  |

Већинска вероисповест је православље.